# Европейска сметна палата
Европейската сметна палата е орган на Европейския съюз. Основана е през 1977 г., а седалището ѝ е в град Люксембург.

## Структура
Членовете на сметната палата се наричат одитори и се определят по един от всяка страна-членка. Те се назначават от Съвета на Европейския съюз с единодушие, след консултация с европейския парламент. Техният мандат е 6 години, а председателят на палатата е с 3-годишен мандат.
Мисията на Европейската сметна палата е да извършва независим одит на набирането и разходването на финансовите средства на Европейския съюз и посредством това, да дава оценка за начина, по който европейските институции изпълняват тези функции. Палатата следи за правилното документиране, законното и правомерно извършване на финансовите операции, с цел гарантиране на икономичност, ефективност и ефикасност на управлението.
С тази дейност Палатата допринася за подобряване на финансовото управление на средствата на Европейския съюз на всички равнища, за да се гарантира на гражданите на Съюза възможно най-добро използване на техните пари.
Договорът за създаване на Европейска общност възлага на Европейската сметна палата (членове 246 до 248) основната задача да контролира отчетите и изпълнението на бюджета на Европейския съюз, като цели едновременно да подобри финансовото управление и да докладва пред гражданите на Европа за разходването на публичните средства от страна на властите, отговорни за тяхното управление.
По този начин, съгласно Договора, Сметната палата проверява отчетите за всички приходи и разходи на Общността и на всеки създаден от нея орган, доколкото актът за учредяването му не изключва такава проверка.
Европейската сметна палата изготвя годишен доклад след приключването на всяка финансова година. Тя може също така да представя по всяко време своите съображения под формата на специални доклади по специфични въпроси и да дава становища по искане на една или друга институция на Общността.
Тези доклади и становища се публикуват в Официалния вестник на Европейския съюз.
Палатата подпомага също така Европейския парламент и Съвета на Европейския съюз при упражняването на техните контролни функции при изпълнението на бюджета.
Договорът от Маастрихт признава Европейската сметна палата за една от основните институции на Европейската общност. Останалите институции са: Европейски парламент, Съвет на Европейския съюз, Европейска комисия и Съд на Европейския съюз.
В конституционните уредби на съвременните държави, одитната функция е най-често разглеждана като един от елементите, които гарантират демократичното провеждане на дейностите в публичния сектор. Най-често тя приема две различни, но допълващи се форми, познати съответно като вътрешен и външен контрол. Финансовото управление на публичния сектор задължително подлежи на адекватен външен одит.
Създаването на Европейската сметна палата следва тази логика и съвпада с две особено важни събития, а именно разширяването на правомощията на Европейския парламент в областта на бюджетния контрол и цялостното финансиране на бюджета на Европейския съюз със собствени ресурси.
Предвид тези промени и по-големите правомощия на Европейския парламент, касаещи изпълнението на бюджета, се налага необходимостта от качествена промяна във външния одит на бюджета.
Така, по инициатива на Г-н Хайнрих Айгнер, председател на Комисията по бюджетен контрол на Европейския парламент, който от 1973 г. решително защитава идеята за външен одитен орган на Общността, се създава Европейската сметна палата с Договора от Брюксел от 22 юли 1975 г. Палатата започва дейността си като външен контролен орган на Общността през октомври 1977 г. и седалището ѝ е в Люксембург.
Европейската сметна палата е издигната в ранг на институция на 1 ноември 1993 г. с влизането в сила на Договора от Маастрихт и по този начин се засилват независимостта и тежестта ѝ наравно с останалите институции. Оттогава Палатата е длъжна да публикува Декларация, гарантираща точността на отчетите (DAS), с която се гарантират точността на отчетите на ЕС, законността и правомерността на основните операции в бюджета на ЕС. Нейната роля е потвърдена и засилена на 1 май 1999 г. с влизането в сила на Договора от Амстердам, който упълномощава Палатата да извършва сериозни одити на финансовото управление, подчертава ролята ѝ в борбата с измамите и ѝ даде правото да сезира Съда, за да защити прерогативите си спрямо останалите институции на ЕС.
Договорът от Ница от 1 февруари 2003 г. потвърди принципа, според който всяка държава членка има един Член в колегията, осигури възможност на Палатата да се организира в отделения и подчерта значението на сътрудничеството между Палатата и националните контролни институции.
Създаването на Европейската сметна палата илюстрира потребността на Общността от финансова съвест, както я дефинира през октомври 1977 г. Ханс Кучер, председател по това време на Съда на Европейските общности.
Членовете на Сметната палата се назначават за мандат от шест години. Съветът, с единодушно решение и след допитване до Европейския парламент, приема списъка на Членовете, който е съставен от предложенията на всяка държава членка. Мандатът на Членовете на Палатата може да бъде подновяван.
Членовете избират помежду си председател на Сметната палата за мандат от три години. Председателят може да бъде преизбиран.

## Дейност
Сметната палата следи документацията на физическите и юридически лица, разпределящи или ползващи бюджетни средства на ЕС, като за тази цел може да извършва проверки, а резултатите се вписват в доклади до комисията и съответните правителства.
Поради липса на юридически правомощия, палатата при необходимост сезира Европейската служба за борба с измамите и корупцията (ОЛАФ).
В задълженията на палатата е да представя пред Парламента и на Съвета годишен одиторски доклад за изтеклата финансова година. Сметната палата от своя страна се отчита на Съвета на Европейския съюз и Парламента за законосъобразността на разходваните средства. Палатата също така има пълномощия да изрази мнение за предложенията в сферата на финансовото законодателство и борбата с измамите в Евросъюза.